# Martin Waddell
Martin Waddell (* 10. April 1941 in Belfast), der auch unter dem Pseudonym Catherine Sefton veröffentlicht, ist ein nordirischer Schriftsteller. Waddell ist verheiratet und lebt im nordirischen Newcastle.

## Werke (Auswahl)
- The Ghost and Bertie Boggin. Text von Waddell als Catherine Sefton, Illustrationen von Jill Bennett, Faber & Faber, London 1980 (dt. Bennys bester Freund ist ein Gespenst. Maier, Ravensburg 1982).
- The Great Green Mouse Disaster. Illust. Philippe Dupasquier (dt. Knisterknaster Mäusespuk. Annette Betz Verlag, München 1982, ISBN 3-7641-0241-1).
- Going West. Illust. Philippe Dupasquier, 1983 (dt. Auf nach Westen! Hoch, 1983).
- The Tough Princess. Illust. Patrick Benson, 1987 (dt. Rosamund, die Starke. Lappan, Oldenburg 1988, ISBN 3-89082-062-X; Prinzessin Rosamund, die Starke. Lappen, 2007, ISBN 3-8303-1122-2)
- Frankie’s Story. als Catherine Sefton, Hamish Hamilton, London 1988, ISBN 0-7445-7275-4 (Roman).
- [ – ], Illust. Patrick Benson (dt. Friedrich lernt Engel. Eine himmlische Geschichte. Carlsen, Hamburg 1990, ISBN 3-551-55032-8).
- Can’t You Sleep, Little Bear? Illust. Barbara Firth, 1988 (dt. Kannst du nicht schlafen, kleiner Bär? Betz, 1989, ISBN 3-219-10423-1).
- Well Done, Little Bear. Illust. Firth, 1990 (dt. Gut gemacht, kleiner Bär! Betz, 1999, ISBN 3-219-10773-7).
- Let’s Go Home, Little Bear. Illust. Firth, 1991 (dt. Gehen wir heim, kleiner Bär. Betz, 1991, ISBN 3-219-10509-2).
- Farmer Duck. Illust. Helen Oxenbury, London: Walker Books, 1991 (dt. Bauer Ente. Sauerländer, Frankfurt a. M. 1992, ISBN 978-3-7941-3454-0; Bäuerin Ente. Mantra Lingua, London 2006, ISBN 1-84611-043-2).
- Owl Babies. Illust. Patrick Benson, Walker, 1992 (dt. Ich will meine Mami! Sauerländer, 1993, ISBN 3-7941-4125-3).
- The Pig in the Pond. Illust. Jill Barton, 1992 (dt. Schwein im Teich! Sauerländer, 1992, ISBN 3-7941-3491-5).
- You and Me, Little Bear. Illust. Firth, 1996 (dt. Du und ich, kleiner Bär. Betz, 1996, ISBN 3-219-10642-0).
- The life and loves of Zoë T. Curley. Walker, 1997 (dt. Finger weg! Das geheime Tagebuch der Zoë T. Curley. Loewe, Bindlach 1999, Roman).
- [ – ] (dt. Kleiner Bär Babybuch. Betz, 2000, ISBN 3-219-10864-4).
- Sleep Tight, Little Bear. Illust. Firth, 2005 (dt. Gute Nacht, kleiner Bär! Betz, 2005, ISBN 3-219-11196-3).

## Auszeichnungen
- Nestlé Smarties Book Prize (unter 5 Jahren):
  - 1991 für Farmer Duck. Illust. Helen Oxenbury
  - 1988 für Can’t You Sleep Little Bear? Illust. Barbara Firth (dt. Kannst du nicht schlafen, kleiner Bär?)
- Hans Christian Andersen Preis 2004